# California State Route 75
California State Route 75 ist ein Highway im US-Bundesstaat Kalifornien, der in Nord-Süd-Richtung verläuft.
Der Highway beginnt und endet an der Interstate 5 in San Diego. Nach der Überquerung der San Diego-Coronado Bridge trifft die State Route in der Stadt Coronado auf die California State Route 282.

## Weblinks

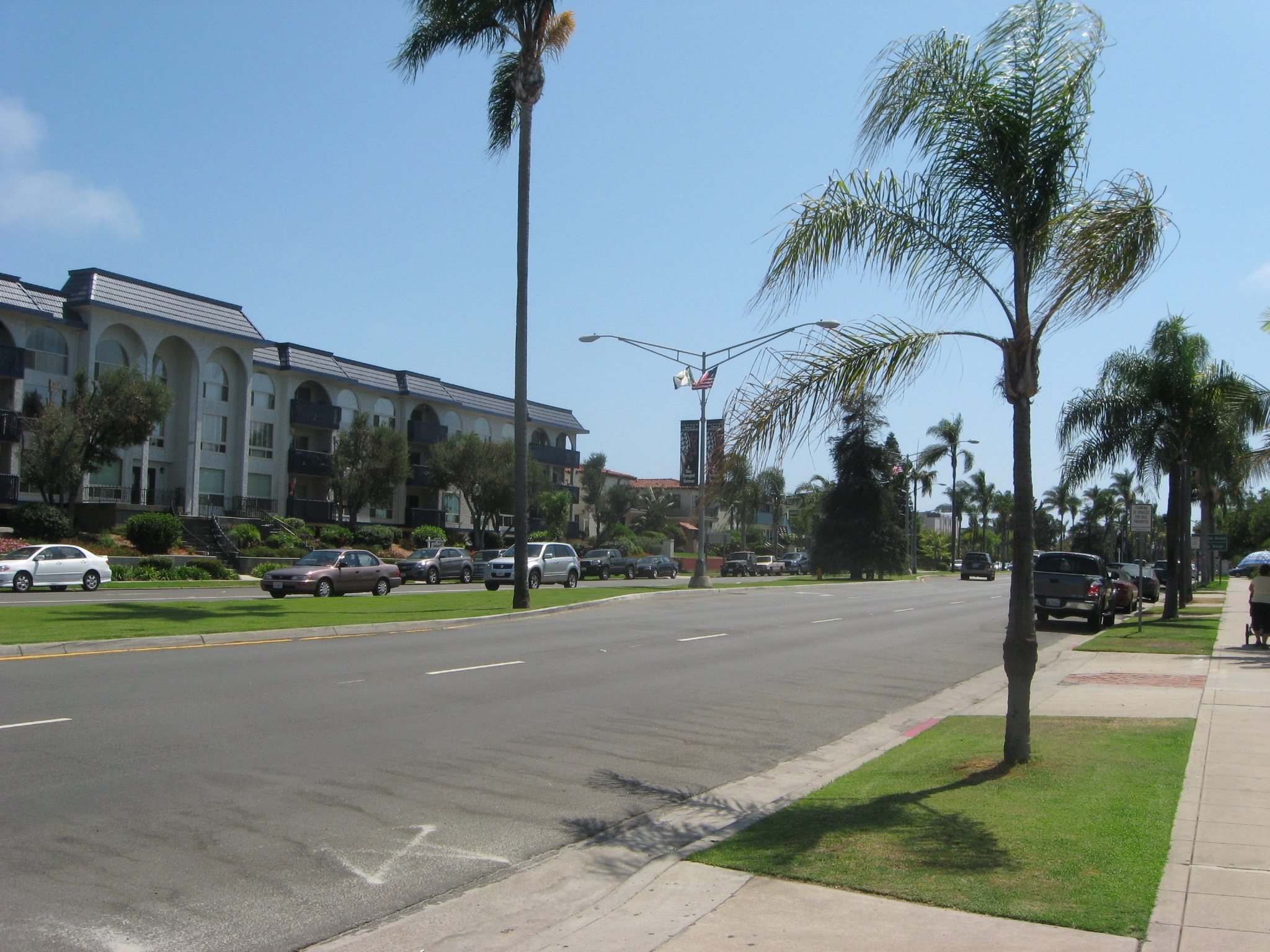
California State Route 75 in Coronado